# Seznam korpusov Zvezne vojske ZDA
Seznam korpusov Zvezne vojske ZDA, ki so sodelovali v ameriški državljanski vojni.
- I. korpus
- II. korpus
- III. korpus
- IV. korpus
- V. korpus
- VI. korpus
- VII. korpus
- VIII. korpus
- IX. korpus
- X. korpus
- XI. korpus
- XII. korpus
- XIII. korpus
- XIV. korpus
- XV. korpus
- XVI. korpus
- XVII. korpus
- XVIII. korpus
- XIX. korpus
- XX. korpus
- XXI. korpus
- XXII. korpus
- XXIII. korpus
- XXIV. korpus
- XXV. korpus
- Konjeniški korpus